# Марибор (футбольный клуб)
«Ма́рибор» (словен. Nogometni Klub Maribor) — словенский профессиональный футбольный клуб из одноимённого города. Образован в 1960 году.  Считается одним из символов словенского футбола, в частности в родной для него области Нижняя Штирия на северо-востоке Словении.
«Марибор» является самым успешным клубом Словении. В его активе: пятнадцать побед в чемпионате, девять в Кубке и четыре выигранных Суперкубка. Наиболее успешным периодом команды считается конец 1990-х — начало 2000-х годов. Тогда её возглавляли: Боян Прашникар, Иво Шушак и Матьяж Кек. В это время «Марибор» был главной силой словенского футбола, выиграв 7 подряд чемпионатов и 3 кубка. После сезона 2008/2009 под наставничеством Дарко Миланича, «Марибор» второй раз стал ведущим клубом страны, выиграв 3 из 4 чемпионатов с тех пор. Более того, при нём команда завоевала 2 Кубка и 2 Суперкубка. А Миланич стал первым тренером, выигравшим все три национальных трофея за один сезон.
«Марибор» выступал в первой лиге Югославии во время её существования. Он был одним из всего лишь трёх словенских клубов за всю истории этой лиги. Высшее достижение команды в период существования СФРЮ — победа во втором дивизионе. Наивысшим достижением в кубке Югославии считается выход в полуфинал в сезоне 1967/1968. Помимо всего, «Марибор» — единственный словенский и один из четырёх клубов бывшей СФРЮ, который принимал участие в групповом этапе Лиги чемпионов УЕФА и Лиги Европы УЕФА.
Наиболее принципиальный соперник «Марибора» — столичный клуб «Олимпия». Это противостояние получило название Вечное дерби. Конкуренция с Мурой 05 из города Мурска-Собота в Словении называется Северо-Восточное дерби (словен. Severovzhodni derbi). У «Марибора» также имеется большая поддержка со стороны болельщиков и по этому показателю клуб является лучшим в Словении.
Домашним стадионом «Марибора» является «Людски врт», вмещающий 12 994 зрителей. Он был построен и открыт в 1952 году. Позже перетепрел реконструкции в 1990-х и 2000-х годах. Академия клуба, являющаяся лучшей в стране, отвечает за развитие молодых футболистов, и имеет большие успехи в подготовке перспективных игроков. Прозвища «Марибора»: Vijoličasti (Фиолетовые), Vijolice (Фиалки) оба символизируют фиолетовый цвет формы. Девиз клуба: Один клуб — одна честь! (словен. En klub, ena čast).

## История

### Основание

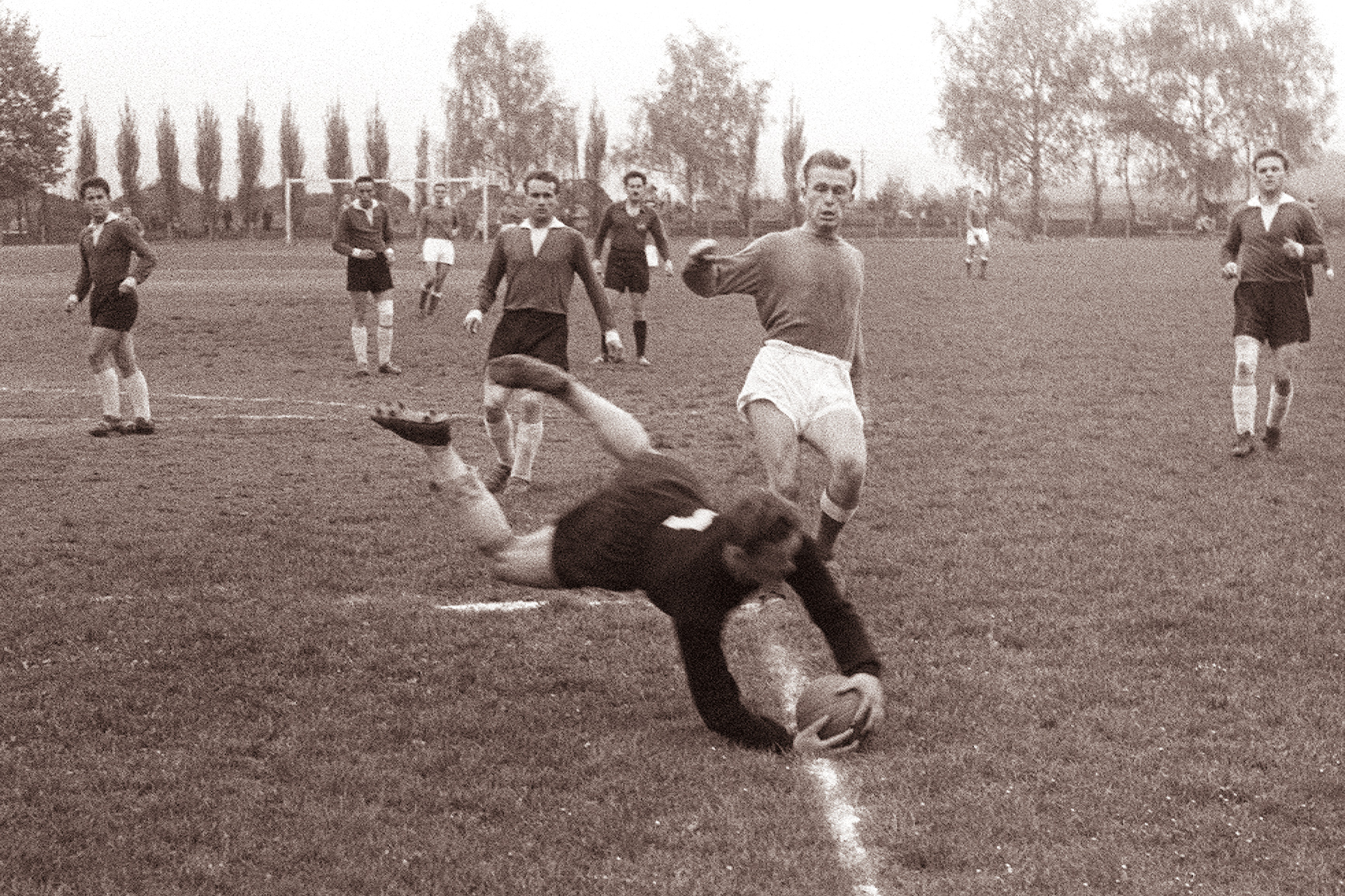
Игроки «Марибора» в матче против NK Rudar Trbovlje в 1961 году

Футбольный клуб «Марибор» был основан 12 декабря 1960 года спустя пару месяцев после расформирования клуба «Браник Марибор». На совещании руководства вновь созданного клуба, президентом был избран Сречко Корен, главным тренером — Андрия Пфландер, а капитаном команды стал Ото Блазник. Первый свой матч «Марибор» провёл 5 февраля 1961 года против Ковинара и одержал победу со счётом 2:1. Оба гола забил Стефан Толич. Хотя клубными цветами и являются белый и фиолетовый, первый годы «Марибор» играл в сине-зелёной форме, ввиду невозможности достать одежду фиолетового цвета в 1960-е. С момента своего основания «Марибор» играл в Словенской Республиканской лиге (третий по классу дивизион Югославии) и в первом же сезоне выиграл её и получил право играть в плей-офф за выход вторую лигу Югославии. Андрия Пфландер, возглавлявший команду в то время, из-за болезни покинул её перед плей-офф. В итоге «Марибор» проиграл место во второй лиге. На смену Пфландеру пришёл Владимир Симунич, который в итоге чрез шесть лет вывел команду во вторую лигу. «Марибор» выиграл первый два раунда плей-офф, а затем одолел хорватский Ульяник из Пулы по сумме двух матчей со счётом 2:1.

Логотип клуба в 1970-е

В 1961 году клуб получил новый стадион Людски врт. 2 сентября того же года болельщики стали свидетелями рождения нового противостояния между «Марибором» и «Олимпией». Первый матч между двумя клубами был сыгран в Любляне и закончился ничьей со счётом 1:1. Противостояние этих клубов в Словении стало называться Вечное дерби. После 5 сезонов, средняя посещаемость достигала около 8000 человек. Под руководством Симунича «Марибор» сумел выиграть вторую лигу и вышел в первую лигу Югославии.

### Высшая лига Югославии
Первый матч в высшей лиге Югославии «Марибор» сыграл в 1967 году против македонского Вардара в Скопье. Итоговый счёт — 1:1. Гол в ворота македонцев забил Марас. Первый домашний матч на престижном уровне был сыгран 27 августа 1967 года с сербской командой Пролетер и закончился победой «фиалок» со счётом 3:0. Этот матч собрал на трибунах 8,000 зрителей. Авторами забитых мячей стали: Крайнц, Арнейчич и Бинковски. Сезон 1967/1968 стал первым сезоном, в котором встретились сразу два клуба из Словении: «Марибор» и Олимпия. Матч закончился со счётом 0:0. Его посетили 13 000 зрителей. Каждый подобный матч собирал, как правило около 20,000 болельщиков на трибунах. Первый сезон в высшей лиге Югославии «Марибор» завершил на 12-й позиции.
За первые пять лет игры в высшем дивизионе, «Марибор» сыграл в общей сложности 166 матчей, из которых: 40 выиграно, 57 сыграно вничью и 69 проиграно. Общая разница мячей 166—270. Высшим достижением «фиалок» стало 10-е место из 18 в сезоне 1969-70. Средняя позиция клуба в таблице за 5 лет — 13,8. Сезон 1971/72 стал последним в высшей лиге для «Марибора» — он финишировал на 18-й позиции с 20 набранными очками. Младен Крайнц был лучшим бомбардимром «Марибора» на протяжении всех 5 сезонов. В общей сложности он забил 54 гола в высшей лиге. Футболистом заинтересовалось загребское «Динамо» и Младен пополнил его ряды.
В следующем сезоне «Марибор» занял второе место в первом дивизионе и получил право сыграть в плей-офф за выход в высшую лигу. Первый раунд плей-офф клуб выиграл в серии пенальти у черногорской «Будучности» и вышел в решающий раунд, где соперником стал сербский клуб «Пролетер» из города Зренянин. Первый матч был сыгран в Мариборе 8 июля 1973 года и закончился победой «фиалок» со счётом 3:1. Игра запомнилась тем, что был поставлен абсолютный рекорд по посещаемости матчей с участием «Марибора». На ней присутствовало около 20,000 зрителей, 15,000 из которых находились на стадионе за три часа до начала матча. Ответный матч состоялся в Зренянине и проигран фиалками со счётом 3:0. Однако во время игры был один спорный момент: проигрывая 0:1, «Марибор» забил гол на 23-й минуте, но не был засчитан арбитром. Позже, на ТВ-повторе было отчётливо видно, что мяч пересёк линию ворот.
После драматичных матчей плей-офф «Марибор» вступил в период застоя. В течение него, клуб несколько раз был близок к выходу в плей-офф, а в сезоне 1977/78 финишировал в лиге вторым, отстав на 6 очков от боснийского «Челика».

### Скандалы со взяточничеством
В конце сезона 1980—1981 Марибору удалось избежать вылета, однако из-за взяточничества он был понижен дисциплинарным комитетом Югославской футбольной федерации в третью лигу. До распада Югославии в 1991 году, Марибор играл то в 3 дивизионе, то во 2.
В 1988 году Марибор подписал контракт с компанией MŠD Branik и стал называться Марибор Браник. Хотя клуб во внутренних и международних соревнованиях именуется Марибор, официальное его название и по сей день — Марибор Браник. Клуб поддерживал тесные связи с NK Branik Maribor, который был частью MŠD Branik и был распущен за пару месяцев до создания Марибора. Многие болельщики NK Branik, стали поддерживать Марибор, считая его преемником первого. В октября того же года, в автокатастрофе погиб Младен Крайнц — лучший бомбардир за всю историю клуба. Ему было 43 года.

### После независимости
После распада Югославии, «Марибор» стал играть в высшей лиге Словении. Клуб являлся одним из трёх, который участвовали в чемпионате Югославии. В первые два сезона, столичный соперник «Марибора» «Олимпия» доминировала в чемпионате.
Несмотря на доминирование соперника, «Марибор» выиграл Кубок Словении в 1992 году. Финальный матч был сыгран в Любляне на стадионе «Бежиград». Он закончился нулевой ничьей в основное и дополнительное время. Победу одержал «Марибор» в серии пенальти со счётом 4-3. Это был первый крупный успех «Марибора». В следующем сезоне команда дебютировала в Кубке обладателей кубков. Первый международный матч был сыгран 19 августа 1992 года против мальтийского «Хамрун Спартанс». Фиалки одержали уверенную победу со счётом 4:0. Первый и исторический гол забил Анте Шимунджа. Первый четыре сезона словенской лиги были выиграны «Олимпией». Однако в сезоне 1995/1996 чемпионом стала «Горица». Второе место в чемпионате «Марибор» занимал в сезонах: 1991-92 , 1992-93 и 1994-95, третье — в сезоне 1993-94, и 4-е в сезоне 1995/1996. В этот же период фиалки завоевали второй кубок Словении в сезоне 1993/1994, победив в финале Муру 05 по сумме двух матчей 3:2.
Поворотным для команды стал сезон 1996/1997. «Марибор» одержал победу в чемпионате впервые в своей истории. Средняя посещаемость матчей клуба в том сезоне достигла 5289 зрителей. Это до сих пор является рекордом словенской лиги. В этом же сезоне, «Марибор» выиграл Кубок Словении. Таким образом, команда завоевала сразу два национальных трофея за один сезон. Свой успех фиалки повторили в сезоне 1998/1999. После блестящих выступлений в 90-х «Марибор» побеждал в чемпионате ещё шесть раз и выиграл три кубка. В сезоне 1999/2000 фиалки под руководством Бояна Прашникара сумели одолеть бельгийский «Генк» и французский «Олимпик Лион» и прошли в групповой этап лиги чемпионов. Соперниками «Марибора» по группе стали: Динамо Киев, «Байер 04» и «Лацио». В этом розыгрыше лиги чемпионов, «Марибор» занял последнее место в группе и покинул турнир. На сегодняшний момент, это один из 4 клубов бывшей Социалистической Федеративной Республики Югославия (ещё 3: «Динамо» Загреб, «Партизан» из Белграда и сплитский ««Хайдук»), участвовавших в групповом этапе лиги чемпионов после распада СФРЮ в 1991 году.
В 1988 году «Марибор» присоединился к организации Браник. Официально клуб зарегистрирован как ФК «Марибор Браник» и по сей день.

### Финансовые трудности
После выигранного кубка в 2004—2008 годах «Марибор» перетерпел большие финансовые проблемы. А в некоторый период времени вообще шла речь о расформировании клуба. Тем не менее, фиалок миновала подобная участь, а вот соперники клуба «НК Мура» и «Олимпия» (Любляна) были расформированы 2004 году.
Из-за больших долгов, которые на тот момент достигали около 4 миллионов Евро, «Марибор» не мог себе позволить покупку новых игроков. И как следствие, команда состояла из воспитанников клуба и иностранцев, пришедших в клуб на правах свободного агента. Осенью 2006 года у «Марибора» сменилось руководство. Однако долг оставался по-прежнему крупным: около 3-х миллионов евро. Лишь в январе 2011 года руководство объявило, что долги были выплачены в полном объёме. В период кризиса «Марибор» не поднимался в турнирной таблице выше, чем на третью позицию. Дважды фиалки уступили в финале кубка Словении. В сезоне 2006 «Марибор» стал одним из одиннадцати победителей кубка Интертото, обыграв в третьем раунде полуфиналиста лиги чемпионов испанский «Вильярреал».

### Текущий статус

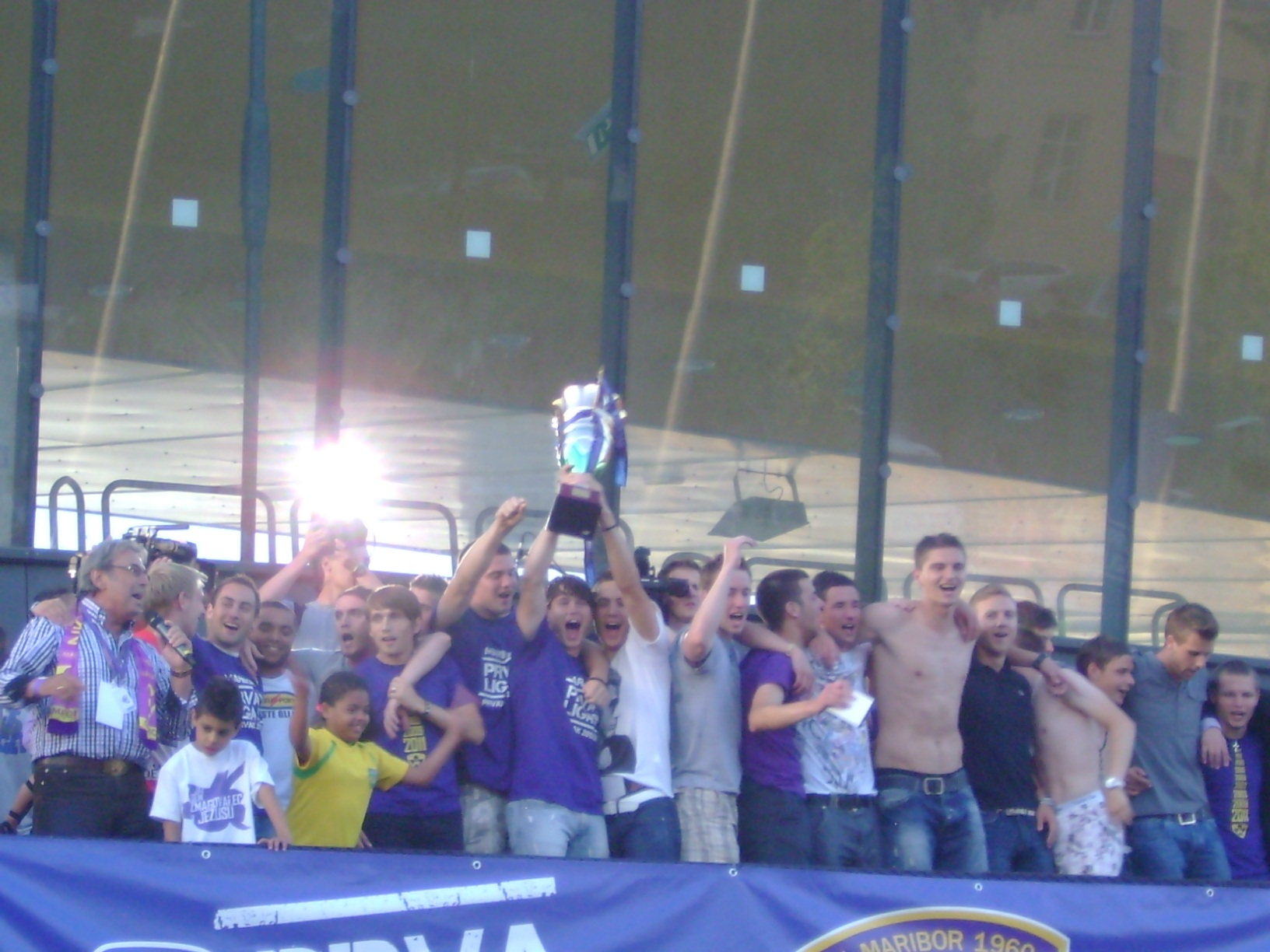
Игроки «Марибора» празднуют девятый чемпионский титул 29 мая 2011 года

С сезона 2007/2008 спортивным директором «Марибора» назначен Златко Захович — легенда словенского футбола, а немногим позже главным тренером стал Дарко Миланич а Анте Шимунджа занял пост помощника главного тренера. 10 мая 2008 года был вновь открыт «Людски врт», который был на реставрации 20 месяцев. Первый матч на обновлённом стадионе был сыгран против «Нафты» и выигран фиалками со счётом 3:1. Тогда на трибунах присутствовало 12 435 зрителей. 26 июля 2008 года, обыграв дома «Рудар» Веленье со счётом 2:1, «Марибор» стал первым словенским клубом, набравшим 1,000 очков в высшей лиге. В этом сезоне «Марибор» по руководством Дарко Миланича выиграл все 3 внутренних трофея (лигу, кубок и суперкубок). А Миланич стал первым тренером в истории словенского футболу, выигравшим максимальное число трофеев за сезон. 12 декабря 2010 года «Марибор» отметил своё пятидесятилетие. 21 мая 2011 года, обыграв на выезде «Приморье», «Марибор» в девятый раз стал чемпионом Словении. Четыре дня спустя фиалки потерпели поражение в финале Кубка Словении от «Домжале» со счётом 3:4.
В самом начале сезона 2011/2012 «Марибор» проиграл в суперкубке «Домжале» со счётом 1:2. Это было уже второе поражение от Домжале в финале турнира спустя 5 недель после проигрыша в финале кубка. В августе 2011 году обыграв «Рейнджерс», «Марибор» попал в групповой этап лиги Европы 2011/2012. Сыграв шесть матчей, команда набрала лишь одно очко за счёт домашней ничьи с португальской «Брагой». В этом же сезоне, «Марибор» в десятый раз выиграл чемпионат Словении с рекордным количеством очков (85). Свой титул «Марибор» подтвердил уже 22 апреля, разгромив «Триглав» со счётом 8:0. Кроме того, в этом сезоне «Марибор» выиграл Кубок Словении в седьмой раз в своей истории. Финальный матч был сыгран 23 мая 2012 года в Целе против одноимённого клуба и выигран фиалками по пенальти. Этот кубок стал седьмым для «Марибора». Это был четвёртый золотой дубль фиолетовых с сезона 1998/1999.
В 2016 году юношеская команда "Марибора" приняла участие в четвертом сезоне международной детской социальной программы "Футбол для дружбы", финальные мероприятия которой прошли в Милане. Команда стала победителем Международного турнира по уличному футболу 2016.

## Достижения
- Чемпион Словении (16): 1996/97, 1997/98, 1998/99, 1999/00, 2000/01, 2001/02, 2002/03, 2008/09, 2010/11, 2011/12, 2012/13, 2013/14, 2014/15, 2016/17, 2018/19, 2021/22
- Вице-чемпион Словении (6): 1991/92, 1992/93, 1994/95, 2009/10, 2015/16, 2017/18
- Бронзовый призёр чемпионата Словении (3): 1993/94, 2003/04, 2006/07
- Обладатель Кубка Словении (9): 1991/92, 1993/94, 1996/97, 1998/99, 2003/04, 2009/10, 2011/12, 2012/13, 2015/16
- Финалист Кубка Словении (4): 2006/07, 2007/08, 2010/11, 2013/14
- Суперкубок Словении (4): 2009, 2012, 2013, 2014
- Кубок Интертото (1): 2006

## Выступления в турнирах Словении
| Сезон   | Лига  | Место | Очки | Матчи | В  | Н  | П  | ГЗ | ГП | Кубок       | Суперкубок    |
| ------- | ----- | ----- | ---- | ----- | -- | -- | -- | -- | -- | ----------- | ------------- |
| 1991/92 | 1.SNL | 2     | 59   | 40    | 25 | 9  | 6  | 76 | 29 | Победитель  |               |
| 1992/93 | 1.SNL | 2     | 48   | 34    | 18 | 12 | 4  | 50 | 20 | 1/16 финала |               |
| 1993/94 | 1.SNL | 3     | 42   | 30    | 16 | 10 | 4  | 55 | 24 | Победитель  |               |
| 1994/95 | 1.SNL | 2     | 42   | 30    | 17 | 8  | 5  | 61 | 23 | 1/2 финала  |               |
| 1995/96 | 1.SNL | 4     | 53   | 36    | 14 | 11 | 11 | 47 | 32 | 1/16 финала | не участвовал |
| 1996/97 | 1.SNL | 1     | 71   | 36    | 21 | 8  | 7  | 71 | 34 | Победитель  | не участвовал |
| 1997/98 | 1.SNL | 1     | 76   | 36    | 24 | 4  | 8  | 69 | 34 | 1/4 финала  |               |
| 1998/99 | 1.SNL | 1     | 66   | 33    | 19 | 9  | 5  | 72 | 29 | Победитель  |               |
| 1999/00 | 1.SNL | 1     | 81   | 33    | 25 | 6  | 2  | 90 | 30 | 1/2 финала  |               |
| 2000/01 | 1.SNL | 1     | 62   | 33    | 18 | 8  | 7  | 61 | 36 | 1/4 финала  |               |
| 2001/02 | 1.SNL | 1     | 66   | 33    | 19 | 9  | 5  | 64 | 23 | 1/2 финала  |               |
| 2002/03 | 1.SNL | 1     | 62   | 31    | 18 | 8  | 5  | 56 | 31 | 1/4 финала  |               |
| 2003/04 | 1.SNL | 3     | 54   | 32    | 15 | 9  | 8  | 51 | 34 | Победитель  |               |
| 2004/05 | 1.SNL | 7     | 51   | 32    | 15 | 6  | 11 | 47 | 36 | 1/2 финала  |               |
| 2005/06 | 1.SNL | 4     | 54   | 36    | 16 | 6  | 14 | 51 | 42 | 1/2 финала  |               |
| 2006/07 | 1.SNL | 3     | 57   | 36    | 15 | 12 | 9  | 64 | 50 | Финалист    |               |
| 2007/08 | 1.SNL | 4     | 52   | 36    | 14 | 10 | 12 | 55 | 46 | Финалист    | не участвовал |
| 2008/09 | 1.SNL | 1     | 63   | 36    | 17 | 12 | 7  | 62 | 44 | 1/2 финала  | не участвовал |
| 2009/10 | 1.SNL | 2     | 62   | 36    | 18 | 8  | 10 | 58 | 44 | Победитель  | Победа        |
| 2010/11 | 1.SNL | 1     | 75   | 36    | 21 | 12 | 3  | 65 | 25 | Финалист    | Поражение     |
| 2011/12 | 1.SNL | 1     | 85   | 36    | 26 | 7  | 3  | 88 | 35 | Победитель  | Поражение     |
| 2012/13 | 1.SNL | 1     | 78   | 36    | 24 | 6  | 6  | 80 | 35 | Победитель  | Победа        |
| 2013/14 | 1.SNL | 1     | 77   | 36    | 24 | 5  | 7  | 78 | 31 | Финалист    | Победа        |
| 2014/15 | 1.SNL | 1     | 79   | 36    | 24 | 7  | 5  | 74 | 32 | 1/2 финала  | Победа        |
| 2015/16 | 1.SNL | 2     | 68   | 36    | 19 | 11 | 6  | 78 | 37 | Победитель  | Поражение     |
| 2016/17 | 1.SNL | 1     | 73   | 36    | 21 | 10 | 5  | 63 | 30 | 1/2 финала  |               |
| 2017/18 | 1.SNL | 2     | 80   | 36    | 24 | 8  | 4  | 76 | 28 | 1/4 финала  |               |
| 2018/19 | 1.SNL | 1     | 78   | 36    | 23 | 9  | 4  | 81 | 33 | Финалист    |               |

## Выступления в еврокубках
| Сезон   | Турнир                   | Раунд                      | Страна                    | Клуб                       | Дома | На выезде  | Общий счёт         |
| ------- | ------------------------ | -------------------------- | ------------------------- | -------------------------- | ---- | ---------- | ------------------ |
| 1971    | Кубок Митропы            | 1-й раунд                  | Флаг Австрии              | ГАК                        | 3-1  | 0-2        | 3-3(гол на выезде) |
| 1992-93 | Кубок обладателей кубков | Квалификационный раунд     | Флаг Мальты               | Хамрун Спартанс            | 4-0  | 1-2        | 5-2                |
|         |                          | 1-й раунд                  | Флаг Испании              | Атлетико Мадрид            | 0-3  | 1-6        | 1-9                |
| 1993-94 | Кубок УЕФА               | 1-й раунд                  | Флаг Румынии              | Глория (Бистрица)          | 2-0  | 0-0        | 2-0                |
|         |                          | 2-й раунд                  | Флаг Германии             | Боруссия (Дортмунд)        | 0-0  | 1-2        | 1-2                |
| 1994-95 | Кубок обладателей кубков | Квалификационный раунд     | Флаг Эстонии              | Норма                      | 10-0 | 4-1        | 14-1               |
|         |                          | 1-й раунд                  | Флаг Австрии              | Аустрия (Вена)             | 1-1  | 0-3        | 1-4                |
| 1995-96 | Кубок УЕФА               | Квалификационный раунд     | Флаг Латвии               | Сконто                     | 2-0  | 0-1        | 2-1                |
|         |                          | 1-й раунд                  | Флаг Греции               | Олимпиакос (Пирей)         | 1-3  | 0-2        | 1-5                |
| 1996    | Кубок Интертото          | Группа 3                   | Флаг Австрии              | Аустрия (Вена)             | 3-0  |            |                    |
|         |                          | Группа 3                   | Флаг Исландии             | Кеблавик                   |      | 0-0        |                    |
|         |                          | Группа 3                   | Флаг Дании                | Копенгаген                 | 0-1  |            |                    |
|         |                          | Группа 3                   | Флаг Швеции               | Эребру                     |      | 1-4        |                    |
| 1997-98 | Лига чемпионов УЕФА      | 1-й квалификационный раунд | Флаг Ирландии             | Дерри Сити                 | 1-0  | 2-0        | 3-0                |
|         |                          | 2-й квалификационный раунд | Флаг Турции               | Бешикташ                   | 1-3  | 0-0        | 1-3                |
| 1997-98 | Кубок УЕФА               | 1-й раунд                  | Флаг Нидерландов          | Аякс (Амстердам)           | 1-1  | 1-9        | 2-10               |
| 1998-99 | Лига чемпионов УЕФА      | 1-й раунд                  | Флаг Литвы (1989—2004)    | Кареда                     | 1-0  | 3-0        | 4-0                |
|         |                          | 2-й квалификационный раунд | Флаг Нидерландов          | ПСВ                        | 2-1  | 1-4(о)     | 3-5                |
| 1998-99 | Кубок УЕФА               | 1-й раунд                  | Флаг Польши               | Висла (Краков)             | 0-2  | 0-3        | 0-5                |
| 1999-00 | Лига чемпионов УЕФА      | 2-й квалификационный раунд | Флаг Бельгии              | Генк                       | 5-1  | 0-3        | 5-4                |
|         |                          | 3-й квалификационный раунд | Флаг Франции              | Олимпик Лион               | 2-0  | 1-0        | 3-0                |
|         |                          | Группа A                   | Флаг Украины              | Динамо (Киев)              | 1-2  | 1-0        |                    |
|         |                          | Группа A                   | Флаг Германии             | Байер 04                   | 0-2  | 0-0        |                    |
|         |                          | Группа A                   | Флаг Италии               | Лацио                      | 0-4  | 0-4        |                    |
| 2000-01 | Лига чемпионов УЕФА      | 2-й квалификационный раунд | Флаг Молдовы              | Зимбру                     | 1-0  | 0-2        | 1-2                |
| 2001-02 | Лига чемпионов УЕФА      | 2-й квалификационный раунд | Флаг Шотландии            | Рейнджерс                  | 0-3  | 1-3        | 1-6                |
| 2002-03 | Лига чемпионов УЕФА      | 2-й квалификационный раунд | Флаг Кипра (1960—2006)    | АПОЭЛ                      | 2-1  | 2-4        | 4-5                |
| 2003-04 | Лига чемпионов УЕФА      | 2-й квалификационный раунд | Флаг Хорватии             | Динамо (Загреб)            | 1-1  | 1-2        | 2-3                |
| 2004-05 | Кубок УЕФА               | 1-й квалификационный раунд | Флаг Северной Македонии   | Силекс                     | 1-1  | 1-0        | 2-1                |
|         |                          | 2-й квалификационный раунд | Флаг Сербии и Черногории  | Будучность (Банатски-Двор) | 0-1  | 2-1        | 2-2(гол на выезде) |
|         |                          | 1-й раунд                  | Флаг Италии               | Парма                      | 0-0  | 2-3        | 2-3                |
| 2006    | Кубок Интертото          | 1-й раунд                  | Флаг Андорры              | Сан-Жулиа                  | 5-0  | 3-0        | 8-0                |
|         |                          | 2-й раунд                  | Флаг Черногории           | Зета                       | 2-1  | 3-0        | 4-1                |
|         |                          | 3-й раунд                  | Флаг Испании              | Вильярреал                 | 1-1  | 2-1        | 3-2                |
| 2006-07 | Кубок УЕФА               | 2-й квалификационный раунд | Флаг Сербии (2004—2010)   | Партизан                   | 1-1  | 1-2        | 2-3                |
| 2007    | Кубок Интертото          | 1-й раунд                  | Флаг Мальты               | Биркиркара                 | 2-1  | 3-0        | 5-1                |
|         |                          | 2-й раунд                  | Флаг Сербии (2004—2010)   | Хайдук (Кула)              | 2-0  | 0-5        | 2-5                |
| 2009-10 | Лига чемпионов УЕФА      | 2-й квалификационный раунд | Флаг Грузии               | ВИТ Джорджия               | 3-1  | 0-0        | 3-1                |
|         |                          | 3-й квалификационный раунд | Флаг Швейцарии            | Цюрих                      | 0-3  | 3-2        | 3-5                |
| 2009-10 | Лига Европы              | Раунд плей-офф             | Флаг Чехии                | Спарта (Прага)             | 0-2  | 0-1        | 0-3                |
| 2010-11 | Лига Европы              | 2-й квалификационный раунд | Флаг Венгрии              | Видеотон                   | 2-0  | 1-1        | 3-1                |
|         |                          | 3-й квалификационный раунд | Флаг Шотландии            | Хиберниан                  | 3-0  | 3-2        | 6-2                |
|         |                          | Раунд плей-офф             | Флаг Италии               | Палермо                    | 3-2  | 0-3        | 3-5                |
| 2012-13 | Лига Чемпионов           | 2-й квалификационный раунд | Флаг Боснии и Герцеговины | Железничар                 | 4-1  | 2-1        | 6-2                |
|         |                          | 3-й квалификационный раунд | Флаг Люксембурга          | Ф91 Дюделанж               | 4-1  | 1-0        | 5-1                |
|         |                          | Раунд плей-офф             | Флаг Хорватии             | Динамо (Загреб)            | 0-1  | 1-2        | 1-3                |
| 2013-14 | Лига Чемпионов           | 2-й квалификационный раунд | Флаг Мальты               | Биркиркара                 | 2-0  | 0-0        | 2-0                |
|         |                          | 3-й квалификационный раунд | Флаг Кипра                | АПОЭЛ                      | 0-0  | 1-1        | 1-1(гол на выезде) |
|         |                          | Раунд плей-офф             | Флаг Чехии                | Виктория (Пльзень)         | 0-1  | 1-3        | 1-4                |
| 2014-15 | Лига Чемпионов           | 2-й квалификационный раунд | Флаг Боснии и Герцеговины | Зриньски                   | 2-0  | 0-0        | 2-0                |
|         |                          | 3-й квалификационный раунд | Флаг Израиля              | Маккаби (Тель-Авив)        | 1-0  | 2-2        | 3-2                |
|         |                          | Раунд плей-офф             | Флаг Шотландии            | Селтик                     | 1-1  | 1-0        | 2-1                |
|         |                          | Групповой этап Группа G    | Флаг Португалии           | Спортинг                   | 1-1  | 1-3        |                    |
|         |                          | Групповой этап Группа G    | Флаг Германии             | Шальке 04                  | 0-1  | 1-1        |                    |
|         |                          | Групповой этап Группа G    | Флаг Англии               | Челси                      | 1-1  | 0-6        |                    |
| 2015-16 | Лига чемпионов УЕФА      | 2-й квалификационный раунд | Флаг Казахстана           | Астана                     | 1-0  | 1-3        | 2-3                |
| 2016-17 | Лига Европы              | 2-й отборочный раунд       | Флаг Болгарии             | Левски                     | 0-0  | 1-1        | 1-1(гол на выезде) |
|         |                          | 3-й отборочный раунд       | Флаг Шотландии            | Абердин                    | 1-0  | 1-1        | 2-1                |
|         |                          | Раунд плей-офф             | Флаг Азербайджана         | Габала                     | 1-0  | 1-3        | 2-3                |
| 2017-18 | Лига чемпионов УЕФА      | 2-й отборочный раунд       | Флаг Боснии и Герцеговины | Зриньски                   | 1-1  | 2-1        | 3-2                |
|         |                          | 3-й отборочный раунд       | Флаг Исландии             | Хабнарфьордюр              | 1-0  | 1-0        | 2-0                |
|         |                          | Раунд плей-офф             | Флаг Израиля              | Хапоэль (Беэр-Шева)        | 1-0  | 1-2        | 2-2(гол на выезде) |
|         |                          | Группа E                   | Флаг России               | Спартак (Москва)           | 1-1  | 1-1        |                    |
|         |                          | Группа E                   | Флаг Испании              | Севилья                    | 1-1  | 0-3        |                    |
|         |                          | Группа E                   | Флаг Англии               | Ливерпуль                  | 0-7  | 0-3        |                    |
| 2018-19 | Лига Европы              | 1-й отборочный раунд       | Флаг Албании              | Партизани                  | 2-0  | 0-0        | 2-0                |
|         |                          | 2-й отборочный раунд       | Флаг Грузии               | Чихура                     | 2-0  | 0-0        | 2-0                |
|         |                          | 3-й отборочный раунд       | Флаг Шотландии            | Рейнджерс                  | 0-0  | 1-3        | 1-3                |
| 2019-20 | Лига чемпионов УЕФА      | 1-й отборочный раунд       | Флаг Исландии             | Валюр                      | 2-0  | 3-0        | 5-0                |
|         |                          | 2-й отборочный раунд       | Флаг Швеции               | АИК                        | 2-1  | 2-3 (д.в.) | 4-4 (г.в.)         |
|         |                          | 3-й отборочный раунд       | Флаг Норвегии             | Русенборг                  | 1-3  | 1-3        | 2-6                |
| 2019-20 | Лига Европы УЕФА         | Плей-офф                   | Флаг Болгарии             | Лудогорец                  | 2-2  | 0-0        | 2-2                |
| 2021-22 | Лига конференций УЕФА    | Первый раунд               | Флаг Армении              | Урарту                     | 1:0  |            |                    |

## Текущий состав
| 1  | Флаг Словении    | Вр  | Ажбе Юг          | 1992 |  |  |  |  |
| 52 | Флаг Словении    | Вр  | Марко Залокар    | 1990 |  |  |  |  |
| 59 | Флаг Словении    | Вр  | Само Придгар     | 2003 |  |  |  |  |
| 81 | Флаг Нидерландов | Вр  | Менно Бергсен    | 1999 |  |  |  |  |
|    |                  |     |                  |      |  |  |  |  |
| 12 | Флаг Словении    | Защ | Грегор Сикошек   | 1994 |  |  |  |  |
| 20 | Флаг Швеции      | Защ | Макс Уотсон      | 1996 |  |  |  |  |
| 22 | Флаг Словении    | Защ | Мартин Милец     | 1991 |  |  |  |  |
| 23 | Флаг Черногории  | Защ | Лука Ускокович   | 1996 |  |  |  |  |
| 25 | Флаг Словении    | Защ | Свен Карич       | 1998 |  |  |  |  |
| 29 | Флаг Словении    | Защ | Андраж Зинич     | 1999 |  |  |  |  |
| 32 | Флаг Словении    | Защ | Неманья Митрович | 1992 |  |  |  |  |
| 40 | Флаг Аргентины   | Защ | Игнасио Геррико  | 1998 |  |  |  |  |
|    |                  |     |                  |      |  |  |  |  |
| 6  | Флаг Словении    | ПЗ  | Алекс Пихлер     | 1994 |  |  |  |  |
| 7  | Флаг Словении    | ПЗ  | Рок Кронаветер   | 1986 |  |  |  |  |

| 8  | Флаг Австрии              | ПЗ  | Марко Божич (в аренде из «Фрозиноне»)     | 1998 |  |  |  |  |
| 15 | Флаг Словении             | ПЗ  | Ян Репас                                  | 1997 |  |  |  |  |
| 16 | Флаг Словении             | ПЗ  | Аляж Антолин                              | 2002 |  |  |  |  |
| 21 | Флаг Боснии и Герцеговины | ПЗ  | Лука Божичкович                           | 2003 |  |  |  |  |
| 27 | Флаг Республики Косово    | ПЗ  | Алтин Крезиу                              | 2002 |  |  |  |  |
| 30 | Флаг Хорватии             | ПЗ  | Марин Лаушич                              | 2001 |  |  |  |  |
| 44 | Флаг Хорватии             | ПЗ  | Марко Толич (в аренде из «Динамо Загреб») | 1996 |  |  |  |  |
| 72 | Флаг Словении             | ПЗ  | Йосип Иличич                              | 1988 |  |  |  |  |
|    |                           |     |                                           |      |  |  |  |  |
| 11 | Флаг Словении             | Нап | Даниэль Штурм                             | 1999 |  |  |  |  |
| 13 | Флаг Словении             | Нап | Рок Сирк                                  | 1993 |  |  |  |  |
| 17 | Флаг Хорватии             | Нап | Иван Брнич                                | 2001 |  |  |  |  |
| 18 | Флаг Хорватии             | ПЗ  | Роко Батурина (в аренде из «Ференцварош») | 2000 |  |  |  |  |
| 31 | Флаг Нигерии              | Нап | Ишак Рафиу                                | 2000 |  |  |  |  |
| 77 | Флаг Словении             | Нап | Жан Випотник                              | 2002 |  |  |  |  |

## Форма

### Домашняя
| 2013/14 | 2014/15 | 2015/16 | 2016/17 | 2017/18 | 2018/19 | 2019/20 | 2020/21 | 2021/22 | 2022/23 | 2023/24 |
| 2024/25 |         |         |         |         |         |         |         |         |         |         |

### Гостевая
| 2013/14 | 2014/15 | 2015/16 | 2016/17 | 2017/18 | 2018/19 | 2019/20 | 2020/21 | 2021/22 | 2022/23 | 2023/24 |
| 2024/25 |         |         |         |         |         |         |         |         |         |         |

Источники:,